# ليندا ديفيس
ليندا ديفيس (بالإنجليزية: Linda Davis)‏ هي موسيقية ومغنية ومغنية مؤلفة أمريكية، ولدت في 26 نوفمبر 1962 في تكساس في الولايات المتحدة.

## وصلات خارجية
- الموقع الرسمي
- ليندا ديفيس على موقع IMDb (الإنجليزية)
- ليندا ديفيس على موقع ميوزك برينز (الإنجليزية)
- ليندا ديفيس على موقع أول ميوزيك (الإنجليزية)
- ليندا ديفيس على موقع ديسكوغز (الإنجليزية)